# 마산초등학교 (전남)
마산초등학교는 대한민국 전라남도 해남군 마산면 화내리에 있는 공립 초등학교이다.

## 학교 연혁
- 1922년 10월 9일 마산공립보통학교 개교(설립인가 5월 29일)
- 1937년 12월 5일 현 위치로 이전
- 1938년 4월 1일 마산공립심상소학교 교명 변경[1]
- 1941년 4월 1일 마산공립국민학교 교명 변경[2]
- 1981년 3월 10일 병설유치원 개원
- 1993년 3월 1일 마산동국민학교 통합
- 1994년 3월 1일 마산북국민학교 통합
- 1996년 3월 1일 마산초등학교로 개칭[3]
- 1997년 3월 1일 학의초등학교 통합
- 1997년 3월 1일 용전분교장 편입
- 2007년 3월 1일 특수학급(1학급) 신설
- 2017년 2월 10일 제93회 졸업(본교 11명)총4,272명
- 2017년 3월 1일 제27대 이병옥 교장 부임

## 참고 자료
- 마산초등학교 - 한국교육학술정보원 학교알리미